# IMI 120mm戦車砲
IMI 120mm戦車砲 (英語: IMI 120 mm gun) は、イスラエル・ミリタリー・インダストリーズ (IMI) が設計・製造を行っている44口径滑腔戦車砲である。この戦車砲はラインメタルのL44 120mm戦車砲のライセンス生産品であると誤解されているが、実際にはイスラエル国防軍のメルカバ Mk 3主力戦車のために1983年から1988年にかけてIMIによって独自開発された戦車砲である。105mm戦車砲の搭載を前提として設計されたメルカバやM60パットンの砲塔でも搭載可能なように設計されている。
1989年にメルカバ Mk 3の主砲としてその存在が明らかにされた。1990年、イスラエル独自の戦車砲の設計・製造を実現したことによってIMIにイスラエル防衛賞が授与された。

## 設計
この戦車砲はドイツのレオパルト2、アメリカ合衆国のM1エイブラムス、韓国のK1A1及び日本の90式戦車に搭載されているラインメタルの44口径120mm戦車砲と非常によく似ている。しかしながら、この戦車砲は最適化された同心リターダと空圧復座機で構成されたリコイルシステムが装備されており、メルカバ Mk 1及びMk 2、M60パットンの主砲であるロイヤル・オードナンスの105mmライフル砲の全長を超えないようになっている。

## バージョン
IMI 120mm戦車砲には2つのバージョンが存在する。
MG251
ビシェイ・インターテクノロジー (英語: Vishay Intertechnology) によって開発されたサーマルスリーブと、そのスリーブに干渉することなく取り外しができる排煙器が装備されている。
MG253
VIDCO・インダストリーズ (英語: VIDCO Industries) によって開発されたサーマルスリーブと新しい圧縮ガス式リコイルシステムが装備されている。
IMIによって開発された一連の弾薬や、必要に応じてフランス、ドイツ及びアメリカの120mmNATO弾の発射が可能である。また、LAHAT対戦車ミサイルを発射することもできる。

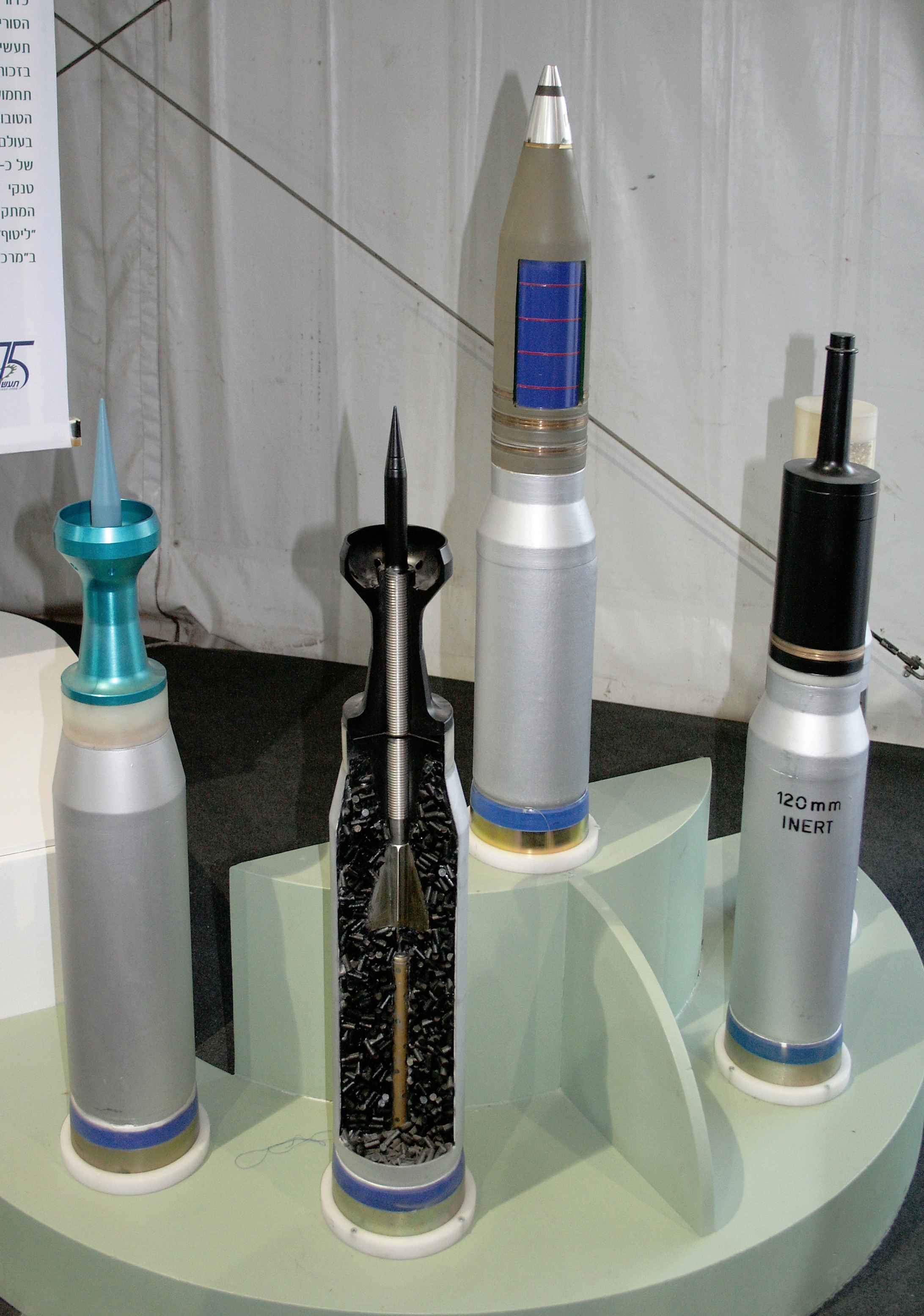
IMI 120mm戦車砲用の様々な砲弾
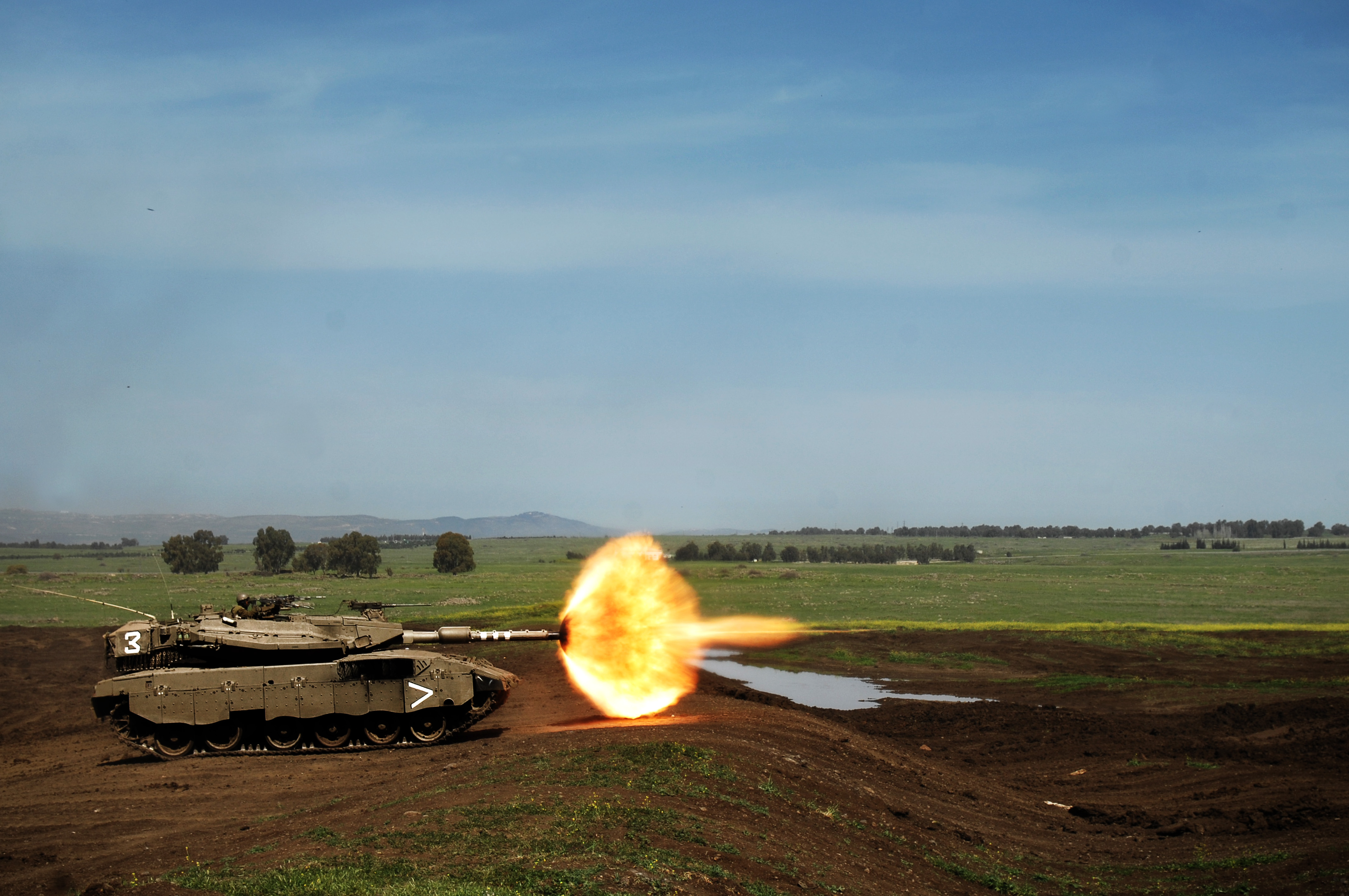
IMI 120mm戦車砲のマズルフラッシュ

## 運用国

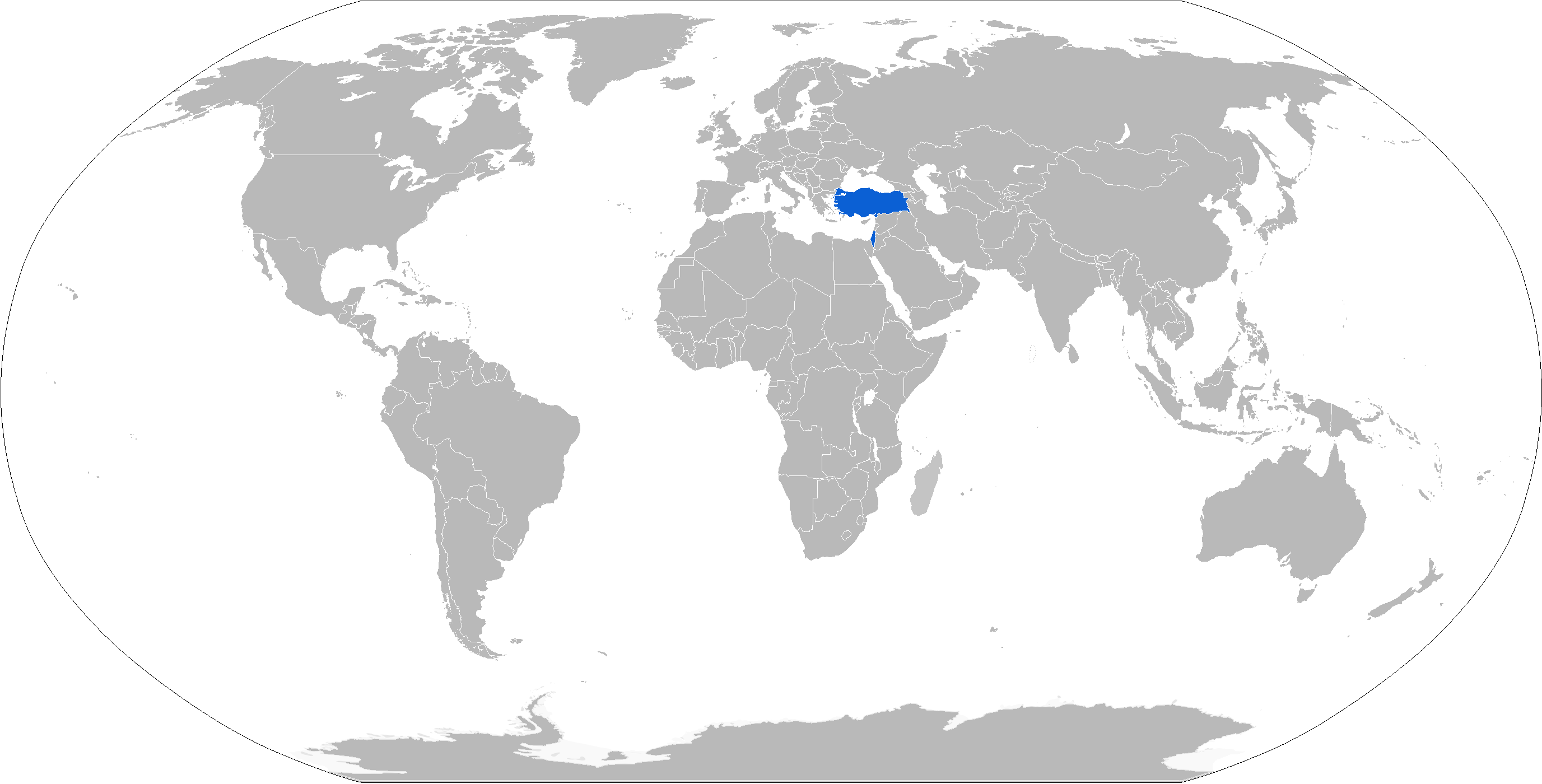
IMI 120mm戦車砲を運用中の国が青で示されている

### 現在の運用国
MG251
 イスラエル
- メルカバ Mk 3

 イスラエル
- サブラ

MG253
 イスラエル
- メルカバ Mk 4

 トルコ
- M60T[1]